# しまね土地住宅機構
しまね土地住宅機構（しまねとちじゅうたくきこう）は、島根県の2公社（島根県住宅供給公社･島根県土地開発公社）の共通部門を統合して出来た組織。

## 概要
2004年7月1日に島根県住宅供給公社･島根県土地開発公社の管理部門を「しまね土地住宅機構」として統合。2014年度からは土木部門についても統合した。
- 組織
  - 総務課
  - 土木課